# Stefano Gobbi
Stefano Gobbi (Dongo, 22 de marzo de 1930–Milán, 29 de junio de 2011) fue un sacerdote católico italiano y místico que afirmó recibir mensajes de la Virgen María por 25 años, y por ello fundador del Movimiento Sacerdotal Mariano.Es venerado por la Iglesia católica habiendo sido declarado Siervo de Dios por el papa Francisco. Su fiesta se celebra cada año el 29 de junio.

## Primeros años
En su juventud fue administrador de una agencia de seguros y posteriormente se inscribió en el seminario para estudiar como sacerdote. Fue ordenado sacerdote a los 34 años en 1964. Perteneció de la Asociación Paulina, Compañía de San Pablo y se graduó como doctorado en teología sagrada en la Pontificia Universidad Lateranense de Roma.

## Mensajes de la Virgen
Por 25 años, desde 1972 hasta 1997, el padre Gobbi dice haber recibido más de 600 mensajes de la Virgen María, bajo la forma de “locuciones interiores”. Dichos mensajes están recogidos en el Libro “A los sacerdotes, hijos predilectos de la Santísima Virgen”, o “Libro Azul”,que ha sido traducido a numerosos idiomas y difundido en todo el mundo y ha recibido numerosas aprobaciones episcopales e imprimatur, entre ellas el otorgado por el Cardenal Bernardino Echeverría Ruiz. A pesar de ello La Santa Sede no ha reconocido oficialmente las locuciones como de naturaleza celestial. 

## Movimiento Sacerdotal Mariano
El 8 de mayo de 1972, estando en oración en la Capilla de las Apariciones en Fátima, Portugal, recibió un mensaje de la Virgen María, que lo instaba a reunir a otros sacerdotes dispuestos a consagrar ellos mismos al Inmaculado Corazón de María y estar fuertemente unidos con el Papa y la Iglesia, y le encargó de llevar a cabo un “Movimiento Sacerdotal Mariano” (MSM), y que se extendiera por todo el mundo. El padre Gobi pidió un signo para confirmar la solicitud, mismo signo que recibió en ese mismo mes de mayo, en la Basílica de la Anunciación de Nazaret.
El 13 de octubre de ese año, en el 55.º aniversario del Milagro del sol, él y otros dos sacerdotes dieron inicio del Movimiento en Gera Lario. La reunión sería posteriormente difundida en un periódico y una revista católica. En marzo tenía inscritos unos 40 sacerdotes. En octubre ya contaba con 80 sacerdotes. A partir de 1974 se iniciaron los primeros cenáculos de oración, y así recorrió diversas ocasiones los cinco continentes, para realizar extender el Movimiento, organizar a los distintos responsables por país, animar la fraternidad a través de los llamados “Cenáculos de Oración”, a imagen de la reunión de los apóstoles con la Virgen en el cenáculo, en espera de Pentecostés, y a sumar a los sacerdotes a vivir la Consagración al Inmaculado Corazón. Su trabajo logró extender el Movimiento Sacerdotal Mariano por todo el mundo, dando como resultado que cobijara a más de 400 obispos y arzobispos, cardenales y 150 000 sacerdotes del clero secular y de todas las órdenes e institutos religiosos. El padre Gobbi y Juan Pablo II tuvieron una estrecha relación.

## Últimos días
El padre Gobi padecía problemas del corazón. Preparando ejercicios espirituales para los sacerdotes en Collevalenza, sufrió un ataque cardiaco el 19 de junio y murió 10 días después en el policlínico de Milán. Las exequias fueron presididas por el cardenal Iván Días acompañado por numerosos sacerdotes de todo el mundo, en la solemnidad de San Pedro y San Pablo y el aniversario 60 del ordenamiento sacerdotal de Benedicto XVI. Fue sepultado en su pueblo natal el 2 de julio.

## Causa de beatificación y canonización
En 2024, el cardenal Oscar Cantoni, obispo de Como, presentó la causa de beatificación y canonización de Stefano Gobbi. El papa Francisco declaró a Gobbi Siervo de Dios.